# غلامرضا سلیمانی (نظامی)
غلامرضا سلیمانی (زادهٔ ۱۳۴۳) سرتیپ سپاه پاسداران انقلاب اسلامی است، که از تیرماه ۱۳۹۸ به‌عنوان نهمین رئیس سازمان بسیج فعالیت می‌کند.
وی در سال ۱۳۶۰ به سپاه پاسداران انقلاب اسلامی پیوست و در طول جنگ ایران و عراق فرمانده گروهان و گردان در تیپ ۴۴ قمر بنی‌هاشم بود و در عملیات‌های طریق‌القدس، فتح‌المبین، بیت‌المقدس، رمضان، محرم، والفجر مقدماتی، والفجر ۲ و والفجر ۴، خیبر، بدر، والفجر ۸، کربلای ۴، کربلای ۵ و والفجر ۱۰ حضور داشت.
سلیمانی دانش‌آموخته کارشناسی تاریخ از دانشگاه اصفهان است و دوره‌های نظامی را در دافوس سپاه گذرانده‌است. او از ۱۳۷۷ تا ۱۳۸۰ فرماندهی تیپ ۵۷ حضرت ابوالفضل را برعهده داشت، از ۱۳۸۰ تا ۱۳۸۳ فرمانده لشکر ۱۹ فجر بود و در فاصله سالهای ۱۳۸۳ تا ۱۳۸۵ به‌عنوان فرمانده لشکر ۴۱ ثارالله فعالیت می‌کرد. وی از ۱۳۸۵ تا ۱۳۸۷ فرماندهی لشکر ۱۴ امام حسین را برعهده داشت و پس از تشکیل سپاه صاحب‌الزمان استان اصفهان، تا سال ۱۳۹۸ برای مدت ۱۱ سال نیز فرمانده سپاه استان اصفهان بود.
اتحادیه اروپا در آوریل ۲۰۲۱ سلیمانی را به دلیل نقشش در سرکوب خشونت‌بار اعتراضات آبان ۱۳۹۸ ایران تحریم کرد. در دی ۱۳۹۸ اداره کنترل دارایی‌های خارجی وزارت خزانه داری آمریکا موسوم به اوفک، او را به دلیل پیشبرد اهداف بی‌ثبات‌کننده حکومت در منطقه و جهان در فهرست تحریم‌ها قرار داد. دولت بریتانیا در مهر ۱۴۰۱ وی را در واکنش به کشته شدن مهسا امینی و سرکوب اعتراضات سراسری تحریم کرد.

## زندگی‌نامه
غلامرضا سلیمانی زادهٔ سالِ ۱۳۴۳ در شهر فارسان، استان چهارمحال و بختیاری است. او فعالیت نظامی را از بهار ۱۳۶۰ به‌عنوان نیروی داوطلب در خلال جنگ ایران و عراق در بسیج آغاز کرد، در سال ۱۳۶۱ به سپاه پاسداران پیوست و در طول جنگ تا رسته فرماندهی گروهان و سپس گردان پیش رفت. 
وی در عملیات‌های طریق‌القدس، فتح‌المبین، بیت‌المقدس، رمضان، محرم، والفجر مقدماتی، والفجر ۲ و والفجر ۴، خیبر، بدر، والفجر ۸، کربلای ۴، کربلای ۵ و والفجر ۱۰ حضوری فعال داشت.

## تحصیلات
سلیمانی مدرک کارشناسی تاریخ را از دانشگاه اصفهان دریافت کرده است و دوره‌های فرماندهی و نظارت را نیز در دانشگاه فرماندهی و ستاد سپاه پاسداران انقلاب اسلامی (دافوس سپاه) گذرانده است. وی هم‌اکنون دانشجوی دکتری در رشته تاریخ ایران می‌باشد.

## تحریم
روز جمعه ۲۰ دی ۱۳۹۸ اداره کنترل دارایی‌های خارجی وزارت خزانه داری آمریکا موسوم به اوفک، غلامرضا سلیمانی و هفت مقام ارشد جمهوری اسلامی را به دلیل پیشبرد اهداف بی‌ثبات‌کننده حکومت در منطقه و جهان در فهرست تحریم‌ها قرار داد.
غلامرضا سلیمانی در ۱۲ آوریل ۲۰۲۱ توسط اتحادیه اروپا به دلیل نقش‌ وی در سرکوب خشونت‌بار اعتراضات آبان ۹۸ تحریم شد و در فهرست تحریم این اتحادیه قرار گرفت و دارایی وی در اروپا مسدود و از دریافت ویزا از کشورهای اروپایی و سفر به این کشورها ممنوع شد.
دوشنبه ۱۸ مهر ۱۴۰۱ دولت بریتانیا غلامرضا سلیمانی را به دلیل کشته شدن مهسا امینی در بازداشت گشت ارشاد و سرکوب خشونت‌بار معترضان در ایران تحریم کرد.
 دولت نیوزیلند در ۲۱ آذر ۱۴۰۱ غلامرضا سلیمانی به همراه چند مقام جمهوری اسلامی را به دلیل مشارکت در «سرکوب اعترضات» تحریم کرد. طبق این تحریم، اجازه ورود و یا توقف موقت در نیوزلند داده نخواهد شد. 

## سوابق
غلامرضا سلیمانی از سال ۱۳۷۷ تا ۱۳۸۰ فرمانده تیپ ۵۷ حضرت ابوالفضل بود و به طور همزمان و با حفظ سمت، فرماندهی نیروی مقاومت بسیج استان لرستان را نیز برعهده داشت. او از سال ۱۳۸۰ تا ۱۳۸۳ فرمانده لشکر ۱۹ فجر بود و در فاصله سالهای ۱۳۸۳ تا ۱۳۸۵ بعنوان فرمانده لشکر ۴۱ ثارالله استان کرمان فعالیت می‌کرد. وی در سال ۱۳۸۵ به فرماندهی لشکر ۱۴ امام حسین منصوب شد و تا سال ۱۳۸۷ در این جایگاه فعالیت کرد. پس از تغییرات ساختاری در سپاه و تشکیل سپاه‌های استانی، در پی ادغام لشکر ۸ زرهی نجف اشرف و سپاه منطقه اصفهان و تشکیل سپاه صاحب‌الزمان استان اصفهان، تا سال ۱۳۹۸ برای مدت ۱۱ سال نیز فرمانده و ارشد سپاه استان اصفهان بود. وی در سال ۱۳۹۶ درجه سرتیپی را دریافت کرد.